# Anpassungsnetzwerk

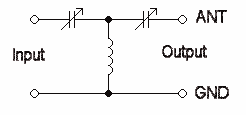
T-Schaltung zur Impedanzanpassung mit einstellbaren Kondensatoren

Pi-Filter zur Impedanzanpassung bilden gleichzeitig einen Tiefpass und verringern so den Oberwellenanteil eines Sendesignales

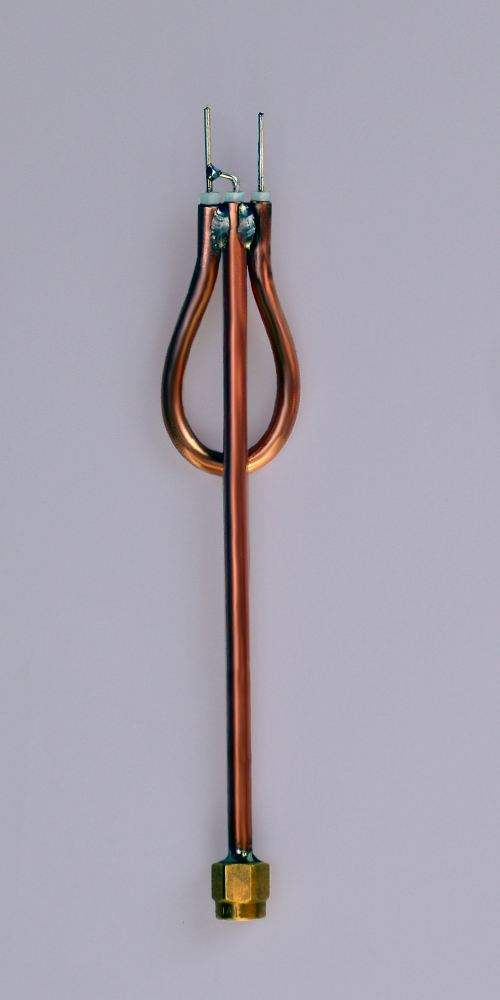
Balun für etwa 1,5 GHz zur Anpassung einer Koaxialleitung (unten, 60 Ohm) auf 240 Ohm (oben) mittels einer λ/2-Umwegleitung

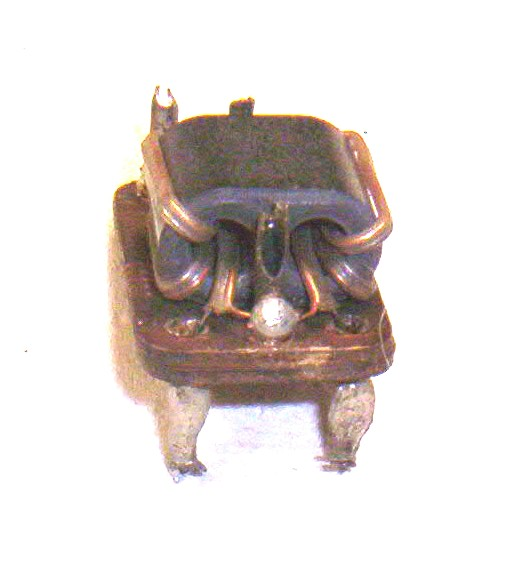
Balun für 47…270 MHz, Breite ca. 15 mm, zur Anpassung einer Impedanz von 60…75 Ohm auf 240…300 Ohm mittels Ferrit-Transformator

Ein Anpassungsnetzwerk (auch Anpassnetzwerk, aus dem Englischen auch häufig als Matchbox bezeichnet) ist in der Elektrotechnik eine passive Schaltung zur Impedanzanpassung zwischen
- einer Quelle für (meist hochfrequente) Signale (z. B. Hochfrequenzgenerator) und einem Kabel sowie
- dem Kabel und dem Verbraucher (z. B. einer Antenne).

Es handelt sich um einen Vierpol, mit dem in den überwiegenden Fällen eine Leistungsanpassung vorgenommen wird.

## Bei Hochfrequenz
Folgende Anpassnetzwerke sind bei Hochfrequenz gebräuchlich:
- Verlängerungsspule im Fußpunkt mechanisch zu kurzer vertikaler Viertelwellendipole
- Resonanztransformator
  - Lecherleitung der Länge λ/4 mit definierter Impedanz
  - Pi-Filter (Collinsfilter)
  - T-Filter
- Balun (Impedanzverhältnis 1/4):
  - Transformator mit Ferrit-Doppellochkern (breitbandig)
  - λ/2-Umwegleitung
- Gamma Match (verstellbarer Steg zur Anpassung eines Antennenkabels an den Dipol einer Yagi-Uda-Antenne).

### Antennentuner

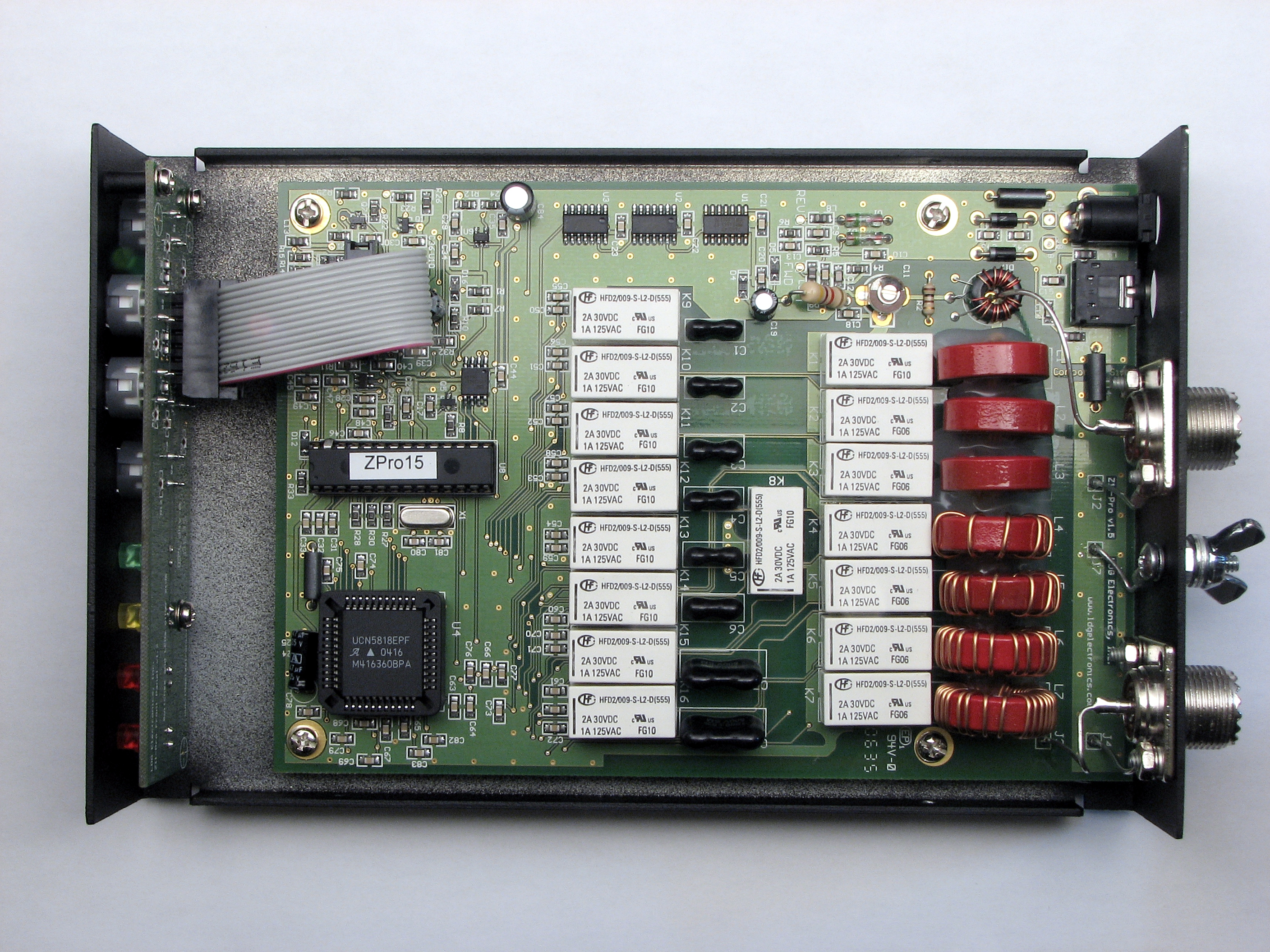
Geöffneter automatischer Antennentuner

Anpassungsnetzwerke zwischen einem Funkgerät und einer Antenne werden auch als Antennentuner bezeichnet, manchmal auch vereinfacht als Tuner (nicht zu verwechseln mit der Empfangsschaltung Tuner).
Ein Antennentuner verbessert die Sende- und Empfangseigenschaften. Mit seiner Hilfe wird z. B. die elektrisch wirksame Länge der Antenne ohne Änderung der mechanischen Länge verändert. Durch manuelle oder automatische Veränderung der Bauelementwerte, z. B. bei Einsatz variabler Kondensatoren, wird erreicht, dass die transformierte Impedanz der Antenne derjenigen des Funkgerätes entspricht. Es handelt sich um eine Impedanztransformation. Diese Anpassung ist in der Regel schmalbandig und muss für geänderte Frequenzen neu eingestellt werden.
Insbesondere für Sender ist eine gute Anpassung der Impedanz notwendig. Fehlanpassung führt dazu, dass ein Teil der Sendeleistung reflektiert wird, im Sender oder dem Leistungsverstärker zu Überspannungen und zur Zerstörung des Verstärkers. Ziel ist daher, dem Sender ein Stehwellenverhältnis möglichst nahe 1 anzubieten.
Diese Problematik ist bei reinen Empfängern nicht vorhanden. Hier ergibt sich der Nutzen des Anpassnetzwerks aus einem höheren Signalpegel und weniger Störungen am Eingang.
Ein Antennentuner enthält schaltbare oder variable Reaktanzen (Induktivitäten und Kapazitäten – nahezu verlustfreie Transformation, selten auch Widerstände – verlustbehaftete Transformation). Der Aufbau kann in verschiedenen Schaltungen erfolgen, häufig werden Pi-Filter eingesetzt. Neben den hier gezeigten asymmetrischen Versionen gibt es auch symmetrische Bauformen, durch die zusätzlich die Mantelwellen reduziert werden können.
Ähnliche Anpassungsnetzwerke werden auch bei anderen Anwendungen von Hochfrequenzgeneratoren verwendet, z. B. beim Plasmaätzen.

## Bei Niederfrequenz
Bei Niederfrequenz werden Transformatoren zur Impedanzanpassung eingesetzt, z. B. um
- die Impedanz eines Bändchenmikrofones heraufzusetzen
- die Impedanz eines Röhrenverstärkers an die geringe Lautsprecher-Impedanz anzupassen / herabzusetzen; letztere werden als Ausgangsübertrager bezeichnet.

Historisch wurden auch zwischen den Verstärkerstufen von Röhren- und Transistorverstärkern Zwischenübertrager eingesetzt, um die Impedanz zu transformieren.